# Brzezina (województwo warmińsko-mazurskie)
Brzezina (niem. Birkau) – wieś w Polsce położona w województwie warmińsko-mazurskim, w powiecie elbląskim, w gminie Tolkmicko na obszarze Wysoczyzny Elbląskiej.
Wieś okręgu szpitalnego Elbląga w XVII i XVIII wieku. W latach 1975–1998 miejscowość administracyjnie należała do województwa elbląskiego.
Znajduje się tu murowany dwór z XVIII wieku.
Inne miejscowości o nazwie Brzezina: Brzezina, Brzezina Sułowska